# Natação nos Jogos Europeus de 2015 - Revezamento 4x100 m medley masculino
A competição do revezamento 4x100 metros medley masculino foi um dos eventos da natação nos Jogos Europeus de 2015, em Baku, no Azerbaijão. Foi disputada no Centro Aquático de Baku no dia 27 de junho.

## Calendário
Horário de verão do Azerbaijão (UTC+5).
| Data        | Horário | Fase         |
| ----------- | ------- | ------------ |
| 27 de junho | 10:44   | Eliminatória |
| 27 de junho | 19:55   | Final        |

## Medalhistas
|  | RUS Rússia |  | GBR Grã-Bretanha                                                                                                |  | POL Polônia                                                                                |
|  | Filipp Shopin Anton Chupkov Daniil Pakhomov Vladislav Kozlov Roman Larin* Egor Suchkov* Daniil Antipov* Aleksei Brianskiy* |  | Luke Greenbank Charlie Attwood Duncan Scott Martyn Walton Joe Hulme* Luke Davies* Kyle Chisholm* Cameron Kurle* |  | Jakub Skierka Jacek Arentewicz Michał Chudy Paweł Sendyk Damian Chrzanowski* Michał Brzuś* |

*Atletas que competiram apenas nas eliminatórias e receberam medalhas

## Recordes
Antes desta competição, os recordes mundiais e dos jogos europeus dessa prova eram os seguintes:
| Tipo                       | Atleta           | Tempo   | Local | Data                |
| -------------------------- | ---------------- | ------- | ----- | ------------------- |
|                            | Estados Unidos   | 3m27s28 | Roma  | 2 de agosto de 2009 |
| Recorde dos Jogos Europeus | Não estabelecido | –       |       |                     |

Os seguintes recordes mundiais ou dos jogos europeus foram estabelecidos durante esta competição:
| Data        | Evento | Nacionalidade | Tempo   | Notas                      |
| ----------- | ------ | ------------- | ------- | -------------------------- |
| 27 de junho | Final  | Rússia        | 3:36.38 | Recorde dos Jogos Europeus |

## Resultados

### Eliminatórias
A eliminatória foi realizada no dia 27 de junho. 
| Pos. | Bateria | Raia | Nacionalidade    | Nadadores | Tempo   | Notas |
| ---- | ------- | ---- | ---------------- | --- | ------- | ----- |
| 1    | 1       | 5    | RUS Rússia       | Roman Larin (55.96) Egor Suchkov (1:02.12) Daniil Antipov (54.17) Aleksei Brianskiy (50.05)                          | 3:42.30 | Q,    |
| 2    | 2       | 6    | ITA Itália       | Jacopo Bietti (57.38) Alex Baldisseri (1:03.27) Giacomo Carini (54.26) Alessandro Miressi (49.82)                    | 3:44.73 | Q     |
| 3    | 1       | 0    | POL Polônia      | Jakub Skierka (56.30) Jacek Arentewicz (1:02.51) Damian Chrzanowski (55.15) Michał Brzuś (51.29)                     | 3:45.25 | Q     |
| 4    | 1       | 8    | GER Alemanha     | Ole Braunschweig (56.69) Leo Schmidt (1:03.60) Paulus Schön (54.77) Konstantin Walter (51.10)                        | 3:46.16 | Q     |
| 5    | 1       | 9    | GBR Grã-Bretanha | Joe Hulme (56.35) Luke Davies (1:04.07) Kyle Chisholm (55.05) Cameron Kurle (50.96)                                  | 3:46.43 | Q     |
| 6    | 2       | 1    | ESP Espanha      | Javier Romero (56.98) Pau Solà (1:03.49) Javier Barrena (55.07) Guillem Pujol (51.11)                                | 3:46.65 | Q     |
| 7    | 2       | 2    | SWE Suécia       | Petter Fredriksson (56.89) Teodor Widerberg (1:04.60) Markus Malm (55.29) Daniel Forndal (50.34)                     | 3:47.12 | Q     |
| 8    | 1       | 2    | BLR Bielorrússia | Mikita Tsmyh (56.60) Anton Prakopau (1:03.86) Pavel Bashura (56.87) Hryhory Pekarski (52.07)                         | 3:49.40 | Q     |
| 9    | 2       | 9    | EST Estônia      | Andrei Gussev (57.40) Silver Hein (1:06.11) Daniel Zaitsev (54.58) Cevin Siim (51.71)                                | 3:49.80 |       |
| 10   | 1       | 1    | HUN Hungria      | Bence Szucsik (57.60) Richárd Miksi (1:04.79) Márk Tekauer (56.91) Ármin Reményi (50.79)                             | 3:50.09 |       |
| 11   | 2       | 7    | CRO Croácia      | Kristian Komlenić (56.29) Ante Lučev (1:05.24) Bruno Blašković (55.55) Nikola Miljenić (53.29)                       | 3:50.37 |       |
| 12   | 2       | 4    | GRE Grécia       | Nikolaos Sofianidis (56.04) Georgios Fragkoudakis (1:02.95) Athanasios Kynigakis (59.10) Dimitrios Dimitriou (52.65) | 3:50.74 |       |
| 13   | 1       | 4    | ISR Israel       | Daniel Aizenberg (58.94) Iliya Gladishev (1:04.26) Kirill Baron (56.70) Mark Shperkin (50.92)                        | 3:50.82 |       |
| 14   | 2       | 6    | TUR Turquia      | Rasim Oğulcan Gör (58.58) Batuhan Hakan (1:06.84) Berk Özkul (55.23) Kaan Özcan (52.23)                              | 3:52.88 |       |
| 15   | 1       | 3    | AZE Azerbaijão   | Qriqoriy Kalminskiy (59.79) Anton Jeltyakov (1:04.02) Ivan Andrianov (55.10) Dorian Fazekas (54.00)                  | 3:52.91 |       |
| 16   | 2       | 5    | NOR Noruega      | Marius Solaat Rødland (59.51) Mads Henry Steinland (1:05.17) Sigurd Holten Bøen (56.86) Ole-Mikal Fløgstad (53.77)   | 3:55.31 |       |
| 17   | 2       | 0    | IRL Irlanda      | Rory McEvoy (58.83) Alan Corby (1:09.23) James Brown (55.91) Andrew Moore (52.86)                                    | 3:56.83 |       |
| 18   | 1       | 7    | SUI Suíça        | Timothy Schlatter (59.63) Nico Spahn Thomas Maurer Manuel Leuthard                                                   | DSQ     |       |
| 18   | 2       | 3    | UKR Ucrânia      | | DNS     |       |
| 18   | 2       | 8    | FRA França       | | DNS     |       |

### Final
A final foi realizada no dia 27 de junho.
| Pos.              | Raia | Nacionalidade    | Nadadores                                                                                          | Tempo   | Notas       |
| ----------------- | ---- | ---------------- | -------------------------------------------------------------------------------------------------- | ------- | ----------- |
| Medalha de ouro   | 4    | RUS Rússia       | Filipp Shopin (55.47) Anton Chupkov (1:00.27) Daniil Pakhomov (51.55) Vladislav Kozlov (49.09)     | 3:36.38 | {{JEU}], WJ |
| Medalha de prata  | 2    | GBR Grã-Bretanha | Luke Greenbank (54.64) Charlie Attwood (1:01.36) Duncan Scott (52.79) Martyn Walton (50.22)        | 3:39.01 |             |
| Medalha de bronze | 3    | POL Polônia      | Jakub Skierka (55.85) Jacek Arentewicz (1:01.22) Michał Chudy (52.86) Paweł Sendyk (49.38)         | 3:39.31 |             |
| 4                 | 5    | ITA Itália       | Lorenzo Glessi (56.58) Alex Baldisseri (1:01.60) Giacomo Carini (53.60) Alessandro Miressi (49.18) | 3:40.96 |             |
| 5                 | 6    | GER Alemanha     | Marek Ulrich (55.73) Leo Schmidt (1:02.50) Johannes Tesch (53.70) Konstantin Walter (50.63)        | 3:42.56 |             |
| 6                 | 7    | ESP Espanha      | Javier Romero (57.26) Pau Solà (1:03.24) Alberto Lozano (53.21) Guillem Pujol (50.41)              | 3:44.12 |             |
| 7                 | 1    | SWE Suécia       | Petter Fredriksson (56.84) Teodor Widerberg (1:04.49) Markus Malm (55.80) Daniel Forndal (50.20)   | 3:47.33 |             |
| 8                 | 2    | BLR Bielorrússia | Mikita Tsmyh (56.66) Anton Prakopau (1:04.08) Pavel Bashura (56.11) Hryhory Pekarski (53.31)       | 3:50.16 |             |

Legenda
| Recorde mundial            | Recorde mundial (World record)                     |                       | Recorde africano                      | Recorde africano (African) |                                           | Q | Classificado por posição (Qualified) |
| Recorde dos Jogos Europeus | Recorde dos Jogos Europeus (European Games record) | Recorde da América    | Recorde da América (Americas)         | q                          | Classificado por melhor tempo (Qualified) |   |                                      |
| Melhor marca do ano        | Melhor marca do ano (World leading)                | Recorde asiático      | Recorde asiático (Asian)              | DNS                        | Não largou (Did not start)                |   |                                      |
| Recorde nacional           | Recorde nacional (National record)                 | Recorde europeu       | Recorde europeu (European)            | DNF                        | Não terminou (Did not finish)             |   |                                      |
| Recorde pessoal            | Recorde pessoal do atleta (Personal best)          | Recorde da Oceania    | Recorde da Oceania (Oceania)          | DSQ / DQ                   | Desclassificado (Disqualified)            |   |                                      |
| Recorde da temporada       | Recorde da temporada do atleta (Season best)       | Recorde sul-americano | Recorde sul-americano (South America) | NM                         | Sem marca (No mark)                       |   |                                      |